# Avber
Avber je naselje v Občini Sežana.
Avber je tipična kraška vasica z domačijami, ki so postavljene okrog rodovitnih površin na pobočju manjšega hriba. Povsod v okolici naselja se razprostirajo vinogradi večinoma posajeni s trto refošk. Nad naseljem se še opazijo ostanki prazgodovinskega gradišča.

## Zgodovina
O vasi in njeni zgodovini obstaja nekaj  zapisov. Vas naj bi bila prvič omenjena že leta 1502 v rihemberškem urbarju, in sicer kakor goriška posest. Toda samo območje vasi je bilo poseljeno že veliko prej. Na to nas opozarjajo ostanki antičnega gradišča. Najdbe na tem območju (lončevina, po nekaterih navedbah celo bronast meč), nas napeljujejo, da sega poselitev tja v pozno bronasto dobo. Toda natančnih pisnih virov ni mogoče zaslediti. V izročilu pa  gradišče živi kot srednjeveška fevdalna utrdba-grad:
(cit.) Franc Bole, starešina: »Moja stara mati Marjana roj. Turk, por. Bole je pravila: »Na gradišču je bil en grof. Ta grof je sam sebi rekel »ona« (govoril je: »sem šla«, »sem bla«). Je bil sam, brez žene, brez otrok. Po očetu in materi ostal sam. Bil je dober. Zapustil dosti denarja, da so rekli, da se bo duhovni lahko vzdrževal. Zato je hotel, da bo tukaj stalen duhovnik. »Pod hrani« je imel vino. Hladen kraj na sever. Okoli je imel stražo dan in noč. Zato se( bližnjim parcelam, op. I.Ž.) pravi straža .  Vhod v graščino je bil pri Matičtovih in od pokopališča. Drugače je bilo vse zaprto. Ime je imel čudno nemško, priimek pa Auber (možno poimenovanje kraja? Op.pis.). V turn na grad so nosili v sili mesišče, klobase hranit«
Iz leta 1450 pa naj bi obstajali zapisi o obstoju sakralnega objetkta, na vrhu hriba, kjer danes stoji župnijska cerkev sv. Nikolaja, zgrajena  najverjetneje med letoma 1633 in 1634. Posvečena je bila 30.7.1634. Posvetil jo je Tržaški škof Pompej grof Coronini. Cerkev je najprej spadala pod Tomajsko župnijo, toda med letoma 1864 in 1880 si postopoma pribori status župnije, kar je še danes. Cerkvena zgradba je pozno baročna, vzhodno pročelje pa nakazuje celo nekatere gotske elemente. Tudi bakreni cerkveni zvonik je nekaj posebnega. Njegova čebulasta oblika je edistven primer take arhitekturne rešitve na Krasu, četudi so v notranjosti Slovenije take oblike pogostejše. Sprva so bili v njem trije zvonovi, po  2. svetovni vojni pa je ostal samo največji, ki tehta kar 1565 kg.
Glavni oltar in marmorno prižnico so pripeljali iz cerkve na Sveti gori pri Gorici, ko je slednjo v 18. stoletju ukinil cesar Jožef II. Z izjemno kvalitetnim kiparskim okrasjem sta odsev baročnega obdobja. Iz tega obdobja pa sta tudi dve grobnici. V grobnici, ki leži sredi glavne ladje, so relikvije tamkajšnjega župnika in domačina Ivana Krstnika Turka, medtem, ko je druga grobnica polna zemlje in brez pomena.
V času službovanja župnika Virgilija Ščeka, v letih 1927 do 1940, pa je bila notranjost cerkve bistveno preurejena. Gospod Šček je v cerkveni zid dal vzidati kamblje starih avstro-ogrskih zvonov, ki jih je vzela 1. svetovna vojna, in mlinski kamen v spomin na cerkveni mlin v dolini reke Raše. Zelo pomembne pa so tudi Kraljeve poslikave notranjščine iz obdobja moderne. Župnik Virgilij Šček je namreč prosil arhitekta in slikarja Toneta Kralja, naj poslika in preuredi cerkev. Slikar se je leta 1928 lotil slikanja in ustvaril eno najlepših stvaritev iz svojega opusa. V njem je zadel otroško nedolžnost in čistost človeške verne duše. Slikal je v času, ko je Primorska spadala pod fašistično Italijo in je kot narodno precej zaveden Slovenec prelil v sliko duhovno stanje Primorcev v primežu fašistične strahovlade in s svojo likovno govorico sporočil ljudem, naj vztrajajo v upanju na pravično rešitev. Kralj se je z vednostjo avberskega župnika Virgilija Ščeka, prav tako zavednega Slovenca in slovenskega poslanca v rimskem parlamentu, upal med grešnimi dušami, ki se utapljajo v viharju, naslikati podobo samega Duceja. Mussolinijev portret je zlahka prepoznaven, le skrit je za oltar.
Sčasoma so se pokazale posledice napačne risarske tehnike ( na suh omet). Ko je po vojni vihar poškodoval streho, tako da je dež padal v notranjost, so se začele Kraljeve slike luščiti in propadati.

## Avber danes
Vas je danes v pretežni meri obnovljena in lepo urejena. V njej je sedež Krajevne skupnosti, v katero spadajo še sosednje vasi Gradnje, Raša in Ponikve. Nekoč je bila v vasi poleg cerkve tudi trgovina, gostilna ter seveda osnovna šola, edina avberska stavba,  ki je bila v času vojne  požgana. Danes na žalost ostaja le še cerkev. Gostilniška stavba propada, stavba, v kateri sta nekoč domovali osnovna šola ter trgovina, pa ima danes vlogo »kulturnega doma«, kjer pa se predvsem odvijajo sestanki krajevne skupnosti in le občasno je tu kulturni program. Vendar vas širi svojo turistično ponudbo. Danes premore dve turistični kmetiji, ki ponujata tudi možnost prenočitev. Poleg tega je vas vključena v tako imenovano Jakobovo pot, slovenski del mednarodne Evropske pešpoti E7, ter nekaterih lokalnih pešpoti. Pa tudi Kraljeve poslikave v cerkvi privabljajo različne obiskovalce. Za njihovo obnovo se je močno zavzel predvsem Taras Kermauner (1930-2008), slovenski literarni zgodovinar, filozof, esejist, kritik in dramaturg, ki je jesen svojega življenja preživel prav v tej vasi.

## Znamenitosti
- gradišče-  z ostanki nekdanjega gradu
- jave - 15 opuščenih kamnolomov, v katerih so v bližnji okolici pred 2. svetovno vojno pridobivali značilen temen apnenec »nero nubo«
- kal Drnovec
- škavnice   na gmajni Nadrašo